# 中華人民共和国国家級風景名勝区
中華人民共和国国家級風景名勝区（ちゅうかじんみんきょうわこくこっかきゅうふうけいめいしょうく、簡体字：中华人民共和国国家级风景名胜区）は、中華人民共和国国務院が「風景名勝区条例」で制定している国家レベルの風景名勝区。美観と文化または科学的価値があり、自然及び文化的景観がすぐれ、観光、科学文化活動などに貢献する区域である。他国の国立公園に相当していた。

## 概要
風景名勝区には国家レベル、省レベルの二段階があり、国家レベルのものを「国家級風景名勝区（国家重点風景名勝区）」と称し、この項で取り上げる。省レベルのものは「省級風景名勝区（省重点風景名勝区）」と称される。特に「国家級風景名勝区（国家重点風景名勝区）」は自然及び文化景観が重要な自然の変化や重大な歴史文化の発展過程を反映しているもので、自然状態や当時の景観を維持し、国家を代表する区域であれば、国家級風景名勝区として申請出来、成立すると国務院より公布される。
現在までに国家級風景名勝区は244ヶ所制定されている。
- 第一回制定：1982年11月08日公布、44ヶ所制定
- 第二回制定：1988年08月01日公布、40ヶ所制定[2]
- 第三回制定：1994年01月10日公布、35ヶ所制定[3]
- 第四回制定：2002年05月17日公布、32ヶ所制定[4]
- 第五回制定：2004年01月13日公布、26ヶ所制定[5]
- 第六回制定：2005年12月31日公布、10ヶ所制定[6]
- 第七回制定：2009年12月28日公布、21ヶ所制定[7]
- 第八回制定：2012年10月31日公布、17ヶ所制定[8]
- 第九回制定：2017年3月21日公布、19ヶ所制定[9]

1994年に建設部が発行した「中国風景名勝区形成と展望」によると、中国風景名勝区には国際的には『国立公園（National Park）』と言う語が対応し、特徴を示している」とされる。よって中国国家級風景名勝区の英文名称は「National Park of China」となっている。ただし、この制度に不備があるため、2013年に新たに「中華人民共和国国家公園」という制度が設けられた。
また、1990年9月3日から2007年4月2日までの期間使用されていた「中国国家風景名勝区徽志」及び現在通用している版（2007年4月3日から）の国家級風景名勝区徽志図案でも、上半分に英文「NATIONAL PARK OF CHINA」とあり、下半分に中国語で「中国国家級風景名勝区」（旧徽志漢字は「中国国家風景名勝区」）となっている。

## 国家級風景名勝区リスト
以下は各省別のリストで、各名勝区の後の括弧内の数字は指定回を表す。
- 北京（2） 天津（1） 河北（10） 山西（6、うち1カ所は陝西省と共有） 内モンゴル（2）
- 遼寧（9） 吉林（4） 黒龍江（4）
- 上海（0） 江蘇（5） 浙江（22） 安徽（12） 福建（19） 江西（18）
- 山東（6） 河南（10） 湖北（8、うち1カ所は重慶市と共有） 湖南（21）
- 広東（8） 広西（3） 海南（1）
- 重慶（7、うち1カ所は湖北省と共有） 四川（15） 貴州（18） 雲南（12） チベット（4）
- 陝西（6、うち1カ所は山西省と共有） 甘粛（4） 青海（1） 寧夏（2） 新疆（6）

### 北京
- 八達嶺—十三陵風景名勝区（1）
- 石花洞風景名勝区（4）

### 天津
- 盤山風景名勝区（3）

### 河北
- 承徳避暑山荘外八廟風景名勝区（1）
- 秦皇島北戴河風景名勝区（1）
- 野三坡風景名勝区（2）
- 蒼岩山風景名勝区（2）
- 嶂石岩風景名勝区（3）
- 西柏坡—天桂山風景名勝区（4）
- 崆山白雲洞風景名勝区（4）
- 太行大峡谷風景名勝区（8）
- 響堂山風景名勝区（8）
- 媧皇宮風景名勝区（8）

### 山西
- 五台山風景名勝区（1）
- 恒山風景名勝区（1）
- 黄河壺口瀑布風景名勝区（2）
- 北武当山風景名勝区（3）
- 五老峰風景名勝区（3）
- 磧口風景名勝区（8）

### 内モンゴル
- ジャラントン風景名勝区（4）
- アルグン風景名勝区（9）

### 遼寧
- 鞍山千山風景名勝区（1）
- 鴨緑江風景名勝区（2）
- 金石灘風景名勝区（2）
- 興城海浜風景名勝区（2）
- 大連海浜—旅順口風景名勝区（2）
- 鳳凰山風景名勝区（3）
- 本渓水洞風景名勝区（3）
- 青山溝風景名勝区（4）
- 医巫閭山風景名勝区（4）

### 吉林
- 松花湖風景名勝区（2）
- “八大部”—浄月潭風景名勝区（2）
- 仙景台風景名勝区（4）
- 防川風景名勝区（4）

### 黒龍江
- 鏡泊湖風景名勝区（1）
- 五大連池風景名勝区（1）
- 太陽島風景名勝区（7）
- 大沾河風景名勝区（9）

### 江蘇
- 太湖風景名勝区（1）
- 南京紫金山風景名勝区（1）
- 雲台山風景名勝区（2）
- 蜀崗痩西湖風景名勝区（2）
- 三山風景名勝区（5）

### 浙江
- 杭州西湖風景名勝区（1）
- 富春江—新安江風景名勝区（1）
- 雁蕩山風景名勝区（1）
- 普陀山風景名勝区（1）
- 天台山風景名勝区（2）
- 嵊泗列島風景名勝区（2）
- 楠渓江風景名勝区（2）
- 莫干山風景名勝区（3）
- 雪竇山風景名勝区（3）
- 双龍風景名勝区（3）
- 仙都風景名勝区（3）
- 江郎山風景名勝区（4）
- 仙居風景名勝区（4）
- 浣江—五泄風景名勝区（4）
- 方岩風景名勝区（5）
- 百丈漈—飛雲湖風景名勝区（5）
- 方山—長嶼硐天風景名勝区（6）
- 天姥山風景名勝区（7）
- 大紅岩風景名勝区（8）
- 大盤山風景名勝区（9）
- 桃渚風景名勝区（9）
- 仙華山風景名勝区（9）

### 安徽
- 黄山風景名勝区（1）
- 九華山風景名勝区（1）
- 天柱山風景名勝区（1）
- 琅琊山風景名勝区（2）
- 斉雲山風景名勝区（3）
- 采石風景名勝区（4）
- 巣湖風景名勝区（4）
- 花山謎窟—漸江風景名勝区（4）
- 太極洞風景名勝区（5）
- 花亭湖風景名勝区（6）
- 龍川風景名勝区（9）
- 斉山—平天湖風景名勝区（9）

### 福建
- 武夷山風景名勝区（1）
- 清源山風景名勝区（2）
- 鼓浪嶼—万石山風景名勝区（2）
- 太姥山風景名勝区（2）
- 桃源洞—鱗隠石林風景名勝区（3）
- 泰寧風景名勝区（3、2009年までの名前は「金湖風景名勝区」[13]）
- 鴛鴦渓風景名勝区（3）
- 海壇風景名勝区（3）
- 冠豸山風景名勝区（3）
- 鼓山風景名勝区（4）
- 玉華洞風景名勝区（4）
- 十八重渓風景名勝区（5）
- 青雲山風景名勝区（5）
- 仏子山風景名勝区（7）
- 宝山風景名勝区（7）
- 福安白雲山風景名勝区（7）
- 霊通山風景名勝区（8）
- 湄洲島風景名勝区（8）
- 九龍漈風景名勝区（9）

### 江西
- 廬山風景名勝区（1）
- 井崗山風景名勝区（1）
- 三清山風景名勝区（2）
- 龍虎山風景名勝区（2）
- 仙女湖風景名勝区（4）
- 三百山風景名勝区（4）
- 梅嶺—滕王閣風景名勝区（5）
- 亀峰風景名勝区（5）
- 高嶺—瑶里風景名勝区（6）
- 武功山風景名勝区（6）
- 雲居山—柘林湖風景名勝区（6）
- 霊山風景名勝区（7）
- 神農源風景名勝区（8）
- 大茅山風景名勝区（8）
- 瑞金風景名勝区（9）
- 小武当風景名勝区（9）
- 楊岐山風景名勝区（9）
- 漢仙岩風景名勝区（9）

### 山東
- 泰山風景名勝区（1）
- 青島嶗山風景名勝区（1）
- 膠東半島海浜風景名勝区（2）
- 博山風景名勝区（4）
- 青州風景名勝区（4）
- 千仏山風景名勝区（9）

### 河南
- 鶏公山風景名勝区（1）
- 洛陽龍門風景名勝区（1）
- 嵩山風景名勝区（1）
- 王屋山—雲台山風景名勝区（3）
- 石人山風景名勝区（4）
- 林慮山風景名勝区（5）
- 青天河風景名勝区（6）
- 神農山風景名勝区（6）
- 桐柏山—淮源風景名勝区（7）
- 鄭州黄河風景名勝区（7）

### 湖北
- 武漢東湖風景名勝区（1）
- 武当山風景名勝区（1）
- 長江三峡風景名勝区（1）
- 大洪山風景名勝区（2）
- 隆中風景名勝区（3）
- 九宮山風景名勝区（3）
- 陸水風景名勝区（4）
- 丹江口ダム風景名勝区（9）

### 湖南
- 衡山風景名勝区（1）
- 武陵源風景名勝区（2）
- 岳陽楼洞庭湖風景名勝区（2）
- 韶山風景名勝区（3）
- 岳麓山風景名勝区（4）
- 崀山風景名勝区（4）
- 猛洞河風景名勝区（5）
- 桃花源風景名勝区（5）
- 紫鵲界梯田—梅山龍宮風景名勝区（6）
- 徳夯風景名勝区（6）
- 蘇仙嶺—万華岩風景名勝区（7）
- 南山風景名勝区（7）
- 万仏山—侗寨風景名勝区（7）
- 虎形山—花瑶風景名勝区（7）
- 東江湖風景名勝区（7）
- 鳳凰風景名勝区（8）
- 潙山風景名勝区（8）
- 炎帝陵風景名勝区（8）
- 白水洞風景名勝区（8）
- 九嶷山—舜帝陵風景名勝区（9）
- 里耶—烏龍山風景名勝区（9）

### 広東
- 肇慶星湖風景名勝区（1）
- 西樵山風景名勝区（2）
- 丹霞山風景名勝区（2）
- 白雲山風景名勝区（4）
- 恵州西湖風景名勝区（4）
- 羅浮山風景名勝区（5）
- 湖光岩風景名勝区（5）
- 梧桐山風景名勝区（7）
- 圭峰山風景名勝区（7）

### 広西
- 桂林漓江風景名勝区（1）
- 桂平西山風景名勝区（2）
- 花山風景名勝区（2）

### 海南
- 三亜熱帯海浜風景名勝区（3）

### 重慶
- 長江三峡風景名勝区（1）
- 重慶縉雲山風景名勝区（1）
- 金仏山風景名勝区（2）
- 四面山風景名勝区（3）
- 芙蓉江風景名勝区（4）
- 天坑地縫風景名勝区（5）
- 潭獐峡風景名勝区（8）

### 四川
- 峨眉山風景名勝区（1）
- 黄龍寺—九寨溝風景名勝区（1）
- 青城山—都江堰風景名勝区（1）
- 剣門蜀道風景名勝区（1）
- 貢嘎山風景名勝区（2）
- 蜀南竹海風景名勝区（2）
- 西嶺雪山風景名勝区（3）
- 四姑娘山風景名勝区（3）
- 石海洞郷風景名勝区（4）
- 邛海—螺髻山風景名勝区（4）
- 白龍湖風景名勝区（5）
- 光霧山—諾水河風景名勝区（5）
- 天台山風景名勝区（5）
- 龍門山風景名勝区（5）
- 米倉山大峡谷風景名勝区（9）

### 貴州
- 黄果樹風景名勝区（1）
- 織金洞風景名勝区（2）
- 㵲陽河風景名勝区（2）
- 紅楓湖風景名勝区（2）
- 龍宮風景名勝区（2）
- 茘波樟江風景名勝区（3）
- 赤水風景名勝区（3）
- 馬嶺河峡谷風景名勝区（3）
- 都勻斗篷山—剣江風景名勝区（5）
- 九洞天風景名勝区（5）
- 九龍洞風景名勝区（5）
- 黎平侗郷風景名勝区（5）
- 紫雲格凸河穿洞風景名勝区（6）
- 平塘風景名勝区（7）
- 榕江苗山侗水風景名勝区（7）
- 石阡温泉群風景名勝区（7）
- 沿河烏江山峡風景名勝区（7）
- 甕安江界河風景名勝区（7）

### 雲南
- 路南石林風景名勝区（1）
- 大理風景名勝区（1）
- 西双版納風景名勝区（1）
- 三江併流風景名勝区（2）
- 昆明滇池風景名勝区（2）
- 麗江玉龍雪山風景名勝区（2）
- 騰衝地熱火山風景名勝区（3）
- 瑞麗江—大盈江風景名勝区（3）
- 九郷風景名勝区（3）
- 建水風景名勝区（3）
- 普者黒風景名勝区（5）
- 阿廬風景名勝区（5）

### チベット
- 雅礱河風景名勝区（2）
- ナムツォ—ニェンチェンタンラ山風景名勝区（7）
- タンラ山—怒江源風景名勝区（7）
- ツァンダ土林—グゲ風景名勝区（8）

### 陝西
- 華山風景名勝区（1）
- 臨潼驪山風景名勝区（1）
- 黄河壺口瀑布風景名勝区（2）
- 宝鶏天台山風景名勝区（3）
- 黄帝陵風景名勝区（4）
- 合陽洽川風景名勝区（5）

### 甘粛
- 麦積山風景名勝区（1）
- 崆峒山風景名勝区（3）
- 鳴沙山—月牙泉風景名勝区（3）
- 関山蓮花台風景名勝区（3）

### 青海
- 青海湖風景名勝区（3）

### 寧夏
- 西夏王陵風景名勝区（2）
- 須弥山石窟風景名勝区（8）

### 新疆
- 天山天池風景名勝区（1）
- クムタグ砂漠風景名勝区（4）
- ボステン湖風景名勝区（4）
- サリム湖風景名勝区（5）
- ロプ人村寨風景名勝区（8）
- トムール大峡谷風景名勝区（9）